# Cereus horrispinus
Cereus horrispinus ist eine Pflanzenart in der Gattung Cereus aus der Familie der Kakteengewächse (Cactaceae). Das Artepitheton horrispinus leitet sich von den lateinischen Worten horrere für ‚schaudern‘ sowie -spinus für ‚-bedornt‘ ab.

## Beschreibung
Cereus horrispinus wächst baumförmig, ist nur wenig verzweigt und erreicht Wuchshöhen von bis zu 5 Meter. Die zylindrischen, blaugrünen Triebe werden im Alter olivgrün. Es sind vier bis fünf gerundete Rippen vorhanden. Die darauf befindlichen länglichen Areolen sind stark filzig. Der einzelne, kräftige, pfriemlich Mitteldorn ist weißlich grau mit einer dunkleren Basis und erreicht eine Länge von bis zu 10 Zentimeter. Die sechs bis sieben Randdornen sind wie die Mitteldornen gefärbt und bis zu 2,5 Zentimeter lang.
Die weißen Blüten sind bis zu 9 Zentimeter lang. Die kugelförmigen bis länglichen Früchte sind rosafarben.

## Verbreitung, Systematik und Gefährdung
Cereus horrispinus ist im Norden Kolumbiens sowie in Venezuela verbreitet.
Die Erstbeschreibung wurde 1930 von Curt Backeberg veröffentlicht. Nomenklatorische Synonyme sind Pilocereus horrispinus (Backeb.) Backeb. (1930), Subpilocereus horrispinus (Backeb.) Backeb. (1951) und Subpilocereus fricii subsp. horrispinus (Backeb.) Guiggi (2010).
In der Roten Liste gefährdeter Arten der IUCN wird die Art als „Near Threatened (NT)“, d. h. als gering gefährdet geführt.

## Nachweise